# Bränntorpets naturreservat
Bränntorpets naturreservat är ett naturreservat i Norrtälje kommun i Stockholms län.
Området är naturskyddat sedan 2009 och är 29 hektar stort. Reservatet omfattar två delar av höjder öster om gården Bränntorpet. Reservatet består av barrskog och lövskog.